# Рамзес VII
Рамзес VII (Usermaatre Setepenre Meryamun Ramesses/Itiamun) е шести фараон от Двадесета династия на Древен Египет. Управлява ок. 1137 – 1130 г. пр.н.е. или 1133 – 1125 г. пр.н.е.

## Произход и управление
Рамзес VII е син и наследник на Рамзес VI. Данните за неговото управление са оскъдни. Задълбочили икономическите затруднения, а цената на зърното се утроила,. Рамзес VII управлява 7 или 8 години. Не са известни негови потомци. Наследен е от чичо си Рамзес VIII.
Гробницата на Рамзес VII (KV1 в Долина на царете) има забележително малки размери за погребение на фараон. Неговата мумия не е открита.